# Alive (P.O.D.)
Alive è il titolo di una canzone dei P.O.D.. Si tratta del primo singolo estratto dall'album Satellite, pubblicato il 20 agosto 2001.

## Lista tracce

### Prima edizione
1. Alive - 3:23
2. Lie Down (Demo) - 5:09
3. Sabbath (traccia bonus) - 4:33

### Seconda edizione
1. Alive (Album version) - 3:23
2. School of Hard Knocks (Non-LP) - 3:04
3. Lie Down (Demo-non-LP) - 5:09
4. Alive (Video) - 3:42

## Formazione
- Paul "Sonny" Sandoval - voce
- Marcos Curiel - chitarra
- Mark "Traa" Daniels - basso
- Noah "Wuv" Bernardo - batteria

## Posizioni in classifica
| Classifica                       | Posizione |
| -------------------------------- | --------- |
| Billboard Hot 100                | 41        |
| Billboard Modern Rock Tracks     | 2         |
| Billboard Mainstream Rock Tracks | 4         |
| Official Singles Chart           | 19        |
| Australian Singles Chart         | 18        |